# Rivoluzione del Rosario
La Rivoluzione del Rosario (o Rivoluzione delle Filippine del 1986 o Rivoluzione EDSA o Rivoluzione del Potere Popolare)  fu l'insieme di avvenimenti che portarono alla caduta del regime militare del presidente Ferdinand Marcos nelle Filippine nel 1986.

## Storia

### Contesto
Democraticamente eletto nel 1965 per il partito nazionalista Ferdinand Marcos venne rieletto nel 1969. Alla scadenza del suo secondo mandato nel 1973 non avrebbe potuto essere rieletto, quindi nel 1972 proclamò la legge marziale, sciolse il parlamento e abolì i partiti politici, assumendo tutti i poteri. Durante questo periodo represse duramente la ribellione del New People's Army (NPA) legato al Partito comunista. Tra il 1977 e il 1978 il malcontento crebbe sia tra le popolazioni sia tra le gerarchie ecclesiastiche. Nel 1980 venne richiesto da parte delle opposizioni la revoca della legge marziale che nel 1981 fu abolita, ma Marcos venne rieletto. Nel 1983 Benigno Aquino Jr., leader all'opposizione, tornato dall'esilio venne assassinato all'aeroporto di Manila, forse per una cospirazione militare o forse per ordine di Marcos che era considerato il mandante dalle opposizioni. Nel 1986 sotto le pressioni internazionali e interne vennero indette nuove elezioni.

### Le elezioni del 1986 e la fuga di Marcos
Nel 1986 da una parte era candidato Ferdinand Marcos e dall'altra Corazon Aquino, candidata dall'UNIDO (United nationalist democratic organization) la vedova del leader d'opposizione ucciso nel 1983. Marcos si proclamò vincitore, ma entrambi i candidati si accusarono di brogli. Nel conteggio dei voti Marcos fu dichiarato vincitore dal Comelec, il comitato per le elezioni filippino, ma non dal Namfrel (un insieme di osservatori internazionali).
Il 25 febbraio tre milioni di persone si radunarono nell'Epifanio de los Santos Avenue (da qui l'acronimo EDSA), un'importante via della capitale, in una contestazione pacifica armati di rosario e guidati dal cardinale Jaime Lachica Sin, dal generale Fidel Valdez Ramos (prima stretto collaboratore di Marcos, ma entrato in contrasto con lui nel corso della crisi), dal ministro Juan Ponce Enrile e dalla futura presidente Cory Aquino. Dopo quattro giorni di manifestazioni anche parte dell'esercito inviato da Marcos per sedare la manifestazione si schierò dalla parte dei manifestanti, e Marcos fu costretto alla fuga dal Paese. Morirà 3 anni più tardi, nel 1989, a Honolulu negli Stati Uniti. Cory Aquino divenne presidente, prima donna con questa carica in un Paese asiatico, e ottenne l'approvazione di una nuova Costituzione nel 1987.